# Saussurea purpurata
Saussurea purpurata là một loài thực vật có hoa trong họ Cúc. Loài này được (Fisch. ex Herder) Lipsch. miêu tả khoa học đầu tiên năm 1979.